# Condado de Wayne (Georgia)
El condado de Wayne (en inglés: Wayne County), fundado en 1803, es uno de 159 condados del estado estadounidense de Georgia. En el año 2000, el condado tenía una población de 26 565 habitantes y una densidad poblacional de 16 personas por km². La sede del condado es Jesup.

## Geografía
Según la Oficina del Censo, el condado tiene un área total de 1680 km² (648,6 mi²), de la cual 1670 km² (644,8 mi²) es tierra y 10 km² (3,9 mi²) (0.64%) es agua.

### Condados adyacentes
- Condado de Tattnall (norte)
- Condado de Long (noreste)
- Condado de McIntosh (este)
- Condado de Glynn (sureste)
- Condado de Brantley (sur)
- Condado de Pierce (suroeste)
- Condado de Appling (suroeste)

## Demografía
Según el censo de 2000, había 26 565 personas, 9324 hogares y 6937 familias que residían en el condado. La densidad de población fue de 16 personas por km². Había 10 827 viviendas en una densidad promedio de 6.3/km². La composición racial del condado era del 76.73% blancos, 20.32% negros o afroamericanos, 0.23% amerindios, el 0,44% asiáticos, 0.02% isleños del Pacífico, 1.31% de otras razas, y el 0.95% de dos o más razas. 3.81% de la población eran de origen hispano o latino de cualquier raza.
El ingreso medio para una vivienda en el condado era de $32 766, y la renta media para una familia era de $39 442. Los hombres tenían unos ingresos medios de 31 977 dólares versus $19 551 para las mujeres. La renta per cápita del condado era de $15 628. Alrededor del 16.70% de la población estaban por debajo de la línea de pobreza.

## Transporte

### Principales carreteras
- U.S. Route 25
- U.S. Route 84
- U.S. Route 301
- U.S. Route 341
- Ruta Estatal de Georgia 169

## Localidades
- Jesup
- Odum
- Screven
- Gardi
- Mt. Pleasant